# Claude Houben
Claude Houben (1926 – 10 ottobre 2009) è stato un bobbista belga.
Era il figlio di Max, atleta poliedrico distintosi in diverse discipline.

## Biografia
Il suo coinvolgimento nel bob fu voluto dal padre, il pilota Max Houben, il quale lo invitò a far parte del suo equipaggio a quattro in occasione dei campionati mondiali di Sankt Moritz 1947, dove conquistarono la medaglia d'argento insieme ai compagni Jacques Mouvet e Albert Lerat.

## Palmarès

### Mondiali
- 1 medaglia:
  - 1 argento (bob a quattro a Sankt Moritz 1947).